# Гамильтон, Джозеф Гилберт
Джо́зеф Ги́лберт Га́мильтон (англ. Joseph Gilbert Hamilton; 11 ноября 1907 — 18 февраля 1957) — американский учёный в области медицинской физики, экспериментальной медицины, общей медицины и экспериментальной радиологии, профессор, директор (1948—1957) лаборатории Крокера (англ. Crocker Laboratory), входящей в состав Национальной лаборатории Лоуренса Беркли. Гамильтон изучал медицинские последствия воздействия радиоактивных изотопов, включая использование ничего не подозревающих людей.

## Ранний период

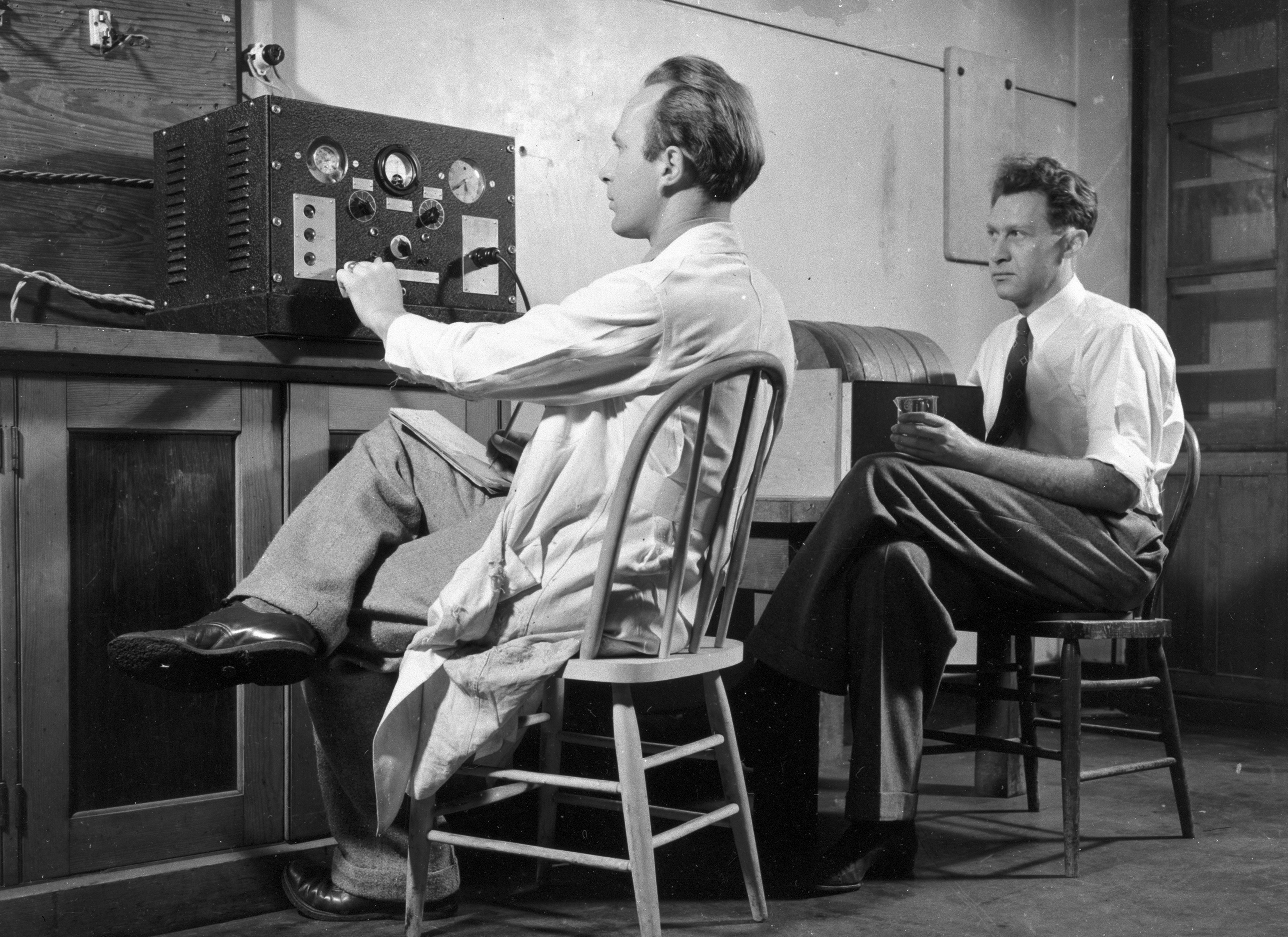
Гамильтон (слева) в 1939 году с другим физиком Робертом Маршаком, который добровольно пьет радиоактивный раствор натрия.

Гамильтон получил степень бакалавра химии в 1929 году в Калифорнийском университете. Он изучал медицину в Беркли и стажировался в больнице Калифорнийского университета в Сан-Франциско. В 1936 году он получил степень доктора медицины. В то время циклотрон в Беркли производил радиоактивные изотопы для изучения воздействия радиации на живые ткани. В серии статей, опубликованных в 1937 году, Гамильтон подробно описал ранние медицинские испытания с использованием радиоактивного натрия, за которыми последовали статьи с подробным описанием использования радиоактивных изотопов калия, хлора, брома и йода. Было обнаружено, что радиоактивный йод особенно полезен при диагностике и лечении заболеваний щитовидной железы.

## Тестирование на людях
Во время работы над Манхэттенским проектом в 1944 году опасались за безопасность лабораторного персонала, работающего с недавно выделенным плутонием. Гамильтон возглавил группу, проводившую эксперименты по его токсичности на крысах. Найдя результаты, полученные на крысах, неудовлетворительными, Гамильтон инициировал тайное продолжение испытаний на людях, которые проводились с 1945 по 1947 год.
Испытания проводились тремя командами во главе с Гамильтоном, Луи Хемпельманном и Райтом Хаскеллом Лэнгэмом. Ничего не подозревающим пациентам вводили плутоний, а затем измеряли его концентрацию в экскрементах. Во время этих испытаний 18 человек таким образом получили плутоний, трое из них были сотрудниками Джозефа Гилберта Гамильтона в больнице Калифорнийского университета в Сан-Франциско. О каких-либо немедленно последовавших негативных результатах воздействия на испытуемых людей неизвестно.
У Альберта Стивенса (CAL-1) был диагностирован неизлечимый рак желудка, который, как позже выяснилось, был язвой. Результат эксперимента Стивенса имеет большое значение, поскольку известно, что он пережил самую высокую известную накопленную дозу радиации. Он прожил 20 лет после инъекции до своей смерти в возрасте 79 лет.
Симеону Шоу (CAL-2) на момент инъекции было 4 года. У него был рак костей. Шоу прожил 255 дней после инъекции, и причиной его смерти был зарегистрирован рак кости.
Элмеру Аллену (CAL-3) было 36 лет на момент инъекции, и он прожил 44 года после инъекции, при этом причиной его смерти была зарегистрирована пневмония. Он умер в 1991 году, незадолго до того, как Эйлин Уэлсом смогла взять интервью у Аллена, который успел предать эти эксперименты гласности.
Исследования Гамильтона по измерению удержания изотопов в организме человека, особенно радиоактивного стронция и трансурановых элементов, были основным источником для существенного понижения Комиссией по атомной энергии США допустимых пределов содержания этих веществ, чем предполагалось первоначально.
Часть экспериментов проводилась в Мемориальной больнице Стронга. Эта серия испытаний на людях была прекращена Комиссией по атомной энергии в 1950 году.

## Служебная записка «Бухенвальдские черты»
Как только AEC взяла на себя основное управление Манхэттенским проектом, Гамильтон вернулся к своей работе в Беркли. В служебной записке, написанной в 1950 году, Гамильтон дал несколько рекомендаций директору отдела биологии и медицины AEC Шилдсу Уоррену. Гамильтон писал, что крупные приматы, такие как «шимпанзе … [должны] заменить людей в запланированных исследованиях когнитивных эффектов радиации». Он также предупредил, что при использовании людей AEC будет подвержена «серьезной критике», поскольку предложенные эксперименты «имеют Бухенвальдские черты». Юджин Сенгер проводил эти эксперименты с 1960 по 1971 год в Университете Цинциннати, подвергнув «по крайней мере 90 больных раком большим дозам радиации». В 90-е годы после публикаций Эйлин Уилсом в прессе и правительстве США обсуждался вопрос о необходимости компенсации испытуемым.

## Личная жизнь
Джозеф Гилберт Гамильтон был женат на художнице Лии Гамильтон.

## Смерть и наследие
Гамильтон умер в возрасте 49 лет. Его имя было добавлено к памятнику рентгеновским и радиевым мученикам всех народов, (англ. - Monument to the X-ray and Radium Martyrs of All Nations) воздвигнутому в Гамбурге, Германия.

## Рекомендации
- Moss, William & Eckhardt, Roger (1995) The Human Plutonium Injection Experiments, Los Alamos Science 23, 177—233;
- Welsome, Eileen (1999) The plutonium files: America’s Secret Medical Experiments in the Cold War Dial press, New York. ISBN 0-385-31402-7ISBN 0-385-31402-7 ;
- LAWRENCE, E O; GARRISON W M (August 1957). J.G. Hamilton, medical physicist and physician. Science. 126 (3268): 294. Bibcode:1957Sci...126..294L. doi:10.1126/science.126.3268.294. ISSN 0036-8075. PMID 13454816.